# Dendera

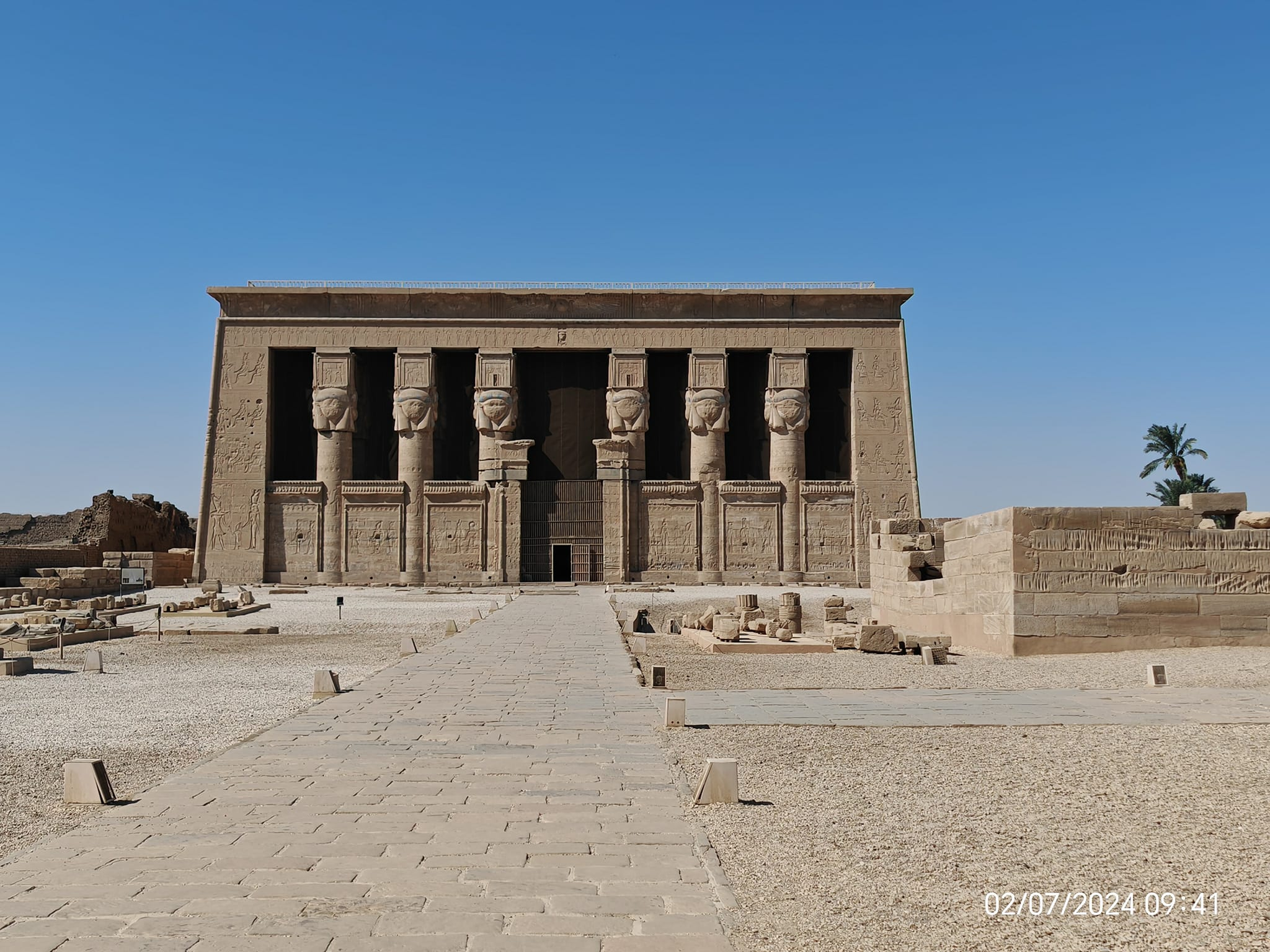
Průčelí chrámu Dendera.

Dendera je obec v egyptském guvernorátu Kená, ležící na levém břehu Nilu 60 km severně od Luxoru. Patří k nejvýznamnějším archeologickým nalezištím v Egyptě a je vyhledávanou turistickou atrakcí.
Město bylo založeno již v předdynastické době, nazývalo se Iunet nebo Tareret (doslova „Paní božského pilíře“, z toho vzniklo řecké Tentyra a arabské Dendera). Bylo správním sídlem šestého nomu Horního Egypta (nom Krokodýla) a centrem kultu bohyně Hathor. Dochoval se chrámový komplex o rozloze 40 000 m² obehnaný hradbou z nepálených cihel, ležící přes dva kilometry jihovýchodně od novodobého městečka; hlavní chrám zasvěcený Hathoře byl na starších základech postaven za vlády Ptolemaia II. Stavební činnost pokračovala i za římské nadvlády, jak o tom svědčí menší svatyně bohyně Isis a brána z doby císaře Traiana. V areálu se nachází posvátné jezírko a mnoho menších staveb jako jsou mastaby a mammisi.
Významnou památkou starověké astronomie je Denderský zvěrokruh z 1. století př. n. l., jehož originál je uložen v pařížském Louvre. Předmětem dohadů je reliéf v Hathořině chrámu, který podle jedné verze znázorňuje hada a lotosový plod, podle druhé žárovku, což vede ke spekulacím, že staří Egypťané již znali elektrické osvětlení.[zdroj?]
Dendera patřila k prvním centrům koptské církve, působil zde svatý Pachomios. Pod názvem Tentyris je titulární diecézí římskokatolické církve.